# Paphos Walkway
Paphos Walkway, nazývaná také Paphos Walkway Bridge nebo Kato Pahhos Bridge a česky lze přeložit např. jako Lávka pro pěší Pafos, je nekrytá ocelová lávka pro pěší nebo lávková vyhlídková plošina a také promenáda. Je postavena na kopci Fabrica Hill, poblíž nákupního střediska King's Avenue Mall, v městské čtvrti Kato Pafos města Pafos, v distriktu Pafos na ostrově Kypr v Kyperské republice.

## Další informace
Lávka délky 380 m byla navržena architektonickou společností SIMPRAXIS a postavena v roce 2022. Svým netradičním křivočarým obloukovým tvarem se stala novou dominantou města. Lávka spojuje Fabrica Hill s populárním archeologickým nalezištěm Paphos Archaeological Park. Zvenčí je most hnědý a podepřený štíhlými ocelovými profily, takže esteticky nepůsobí kontrastně k barvám skalnatého Fabrica Hill, avšak uvnitř má střibrošedou ocelovou barvu a pod pochůzným roštem jsou umístěny oblázky. Lávka je celoročně volně přístupná, vhodná i pro vozíčkáře, citlivě umístěna do architektury i dopravní struktury celého města a nabízí půvabné vyhlídky. Vstup na lávku je možný z obou jejich konců.

## Galerie

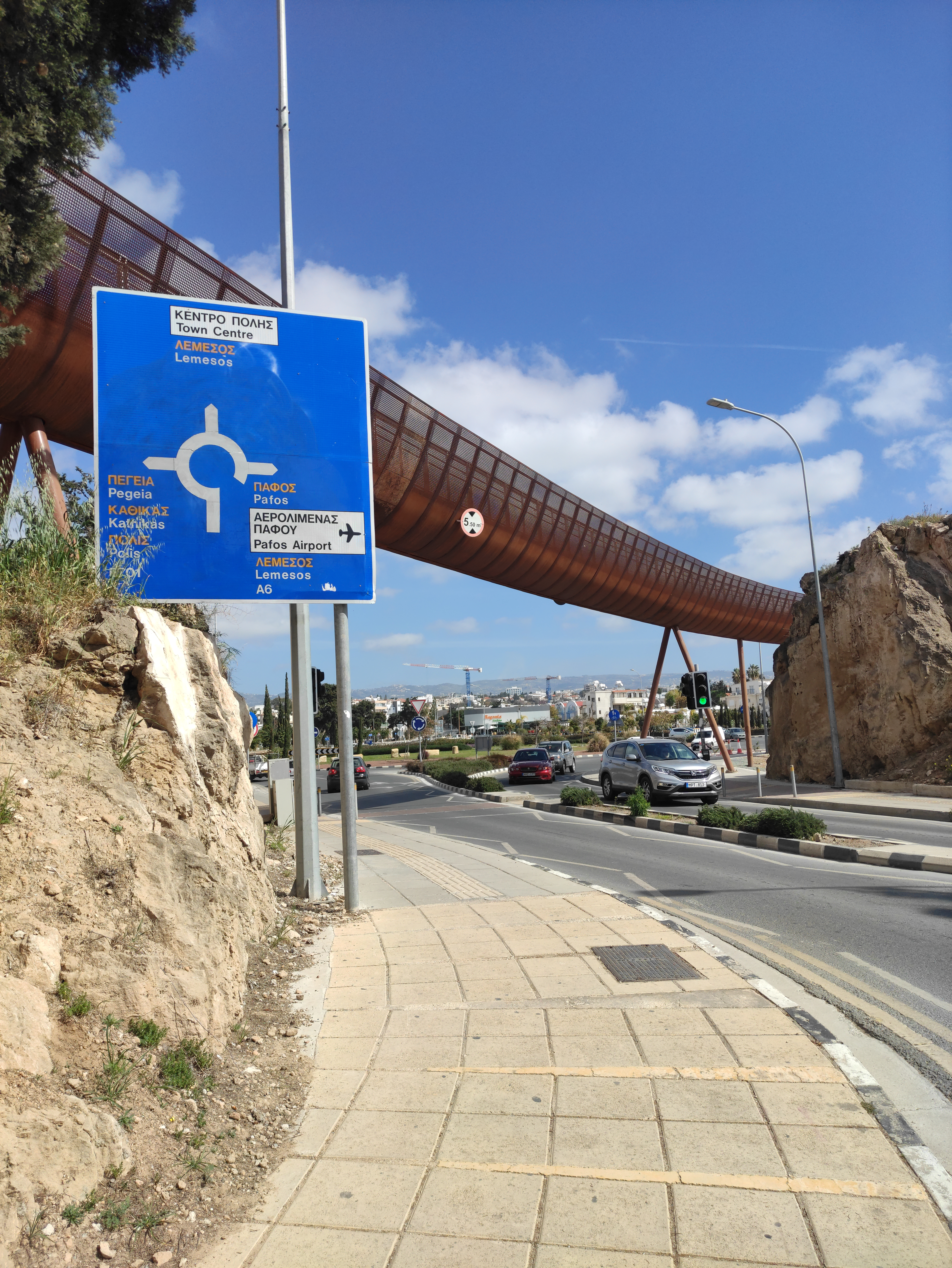
Pohled na dílo ze spodu
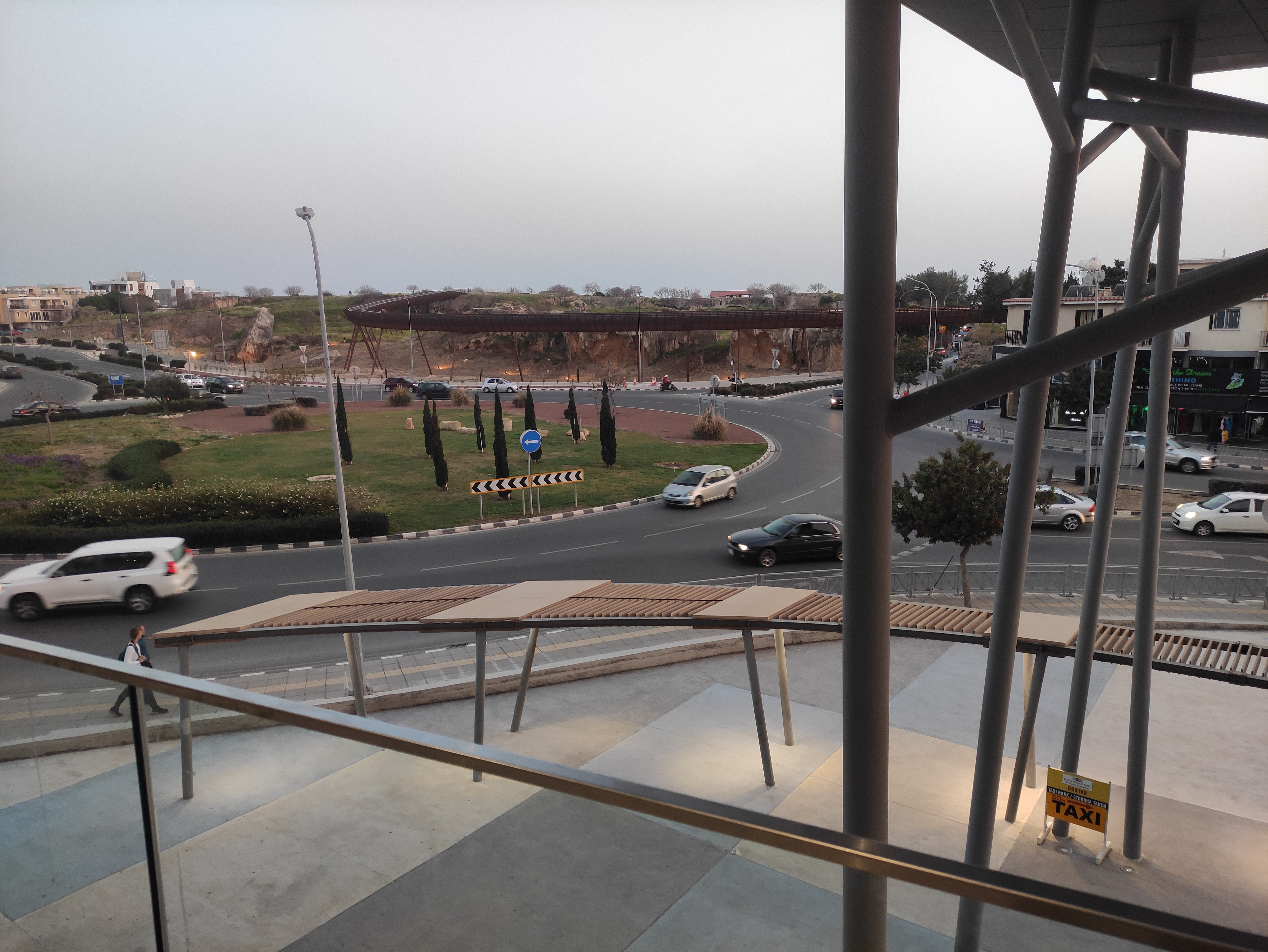
Pohled na dílo ze spodu
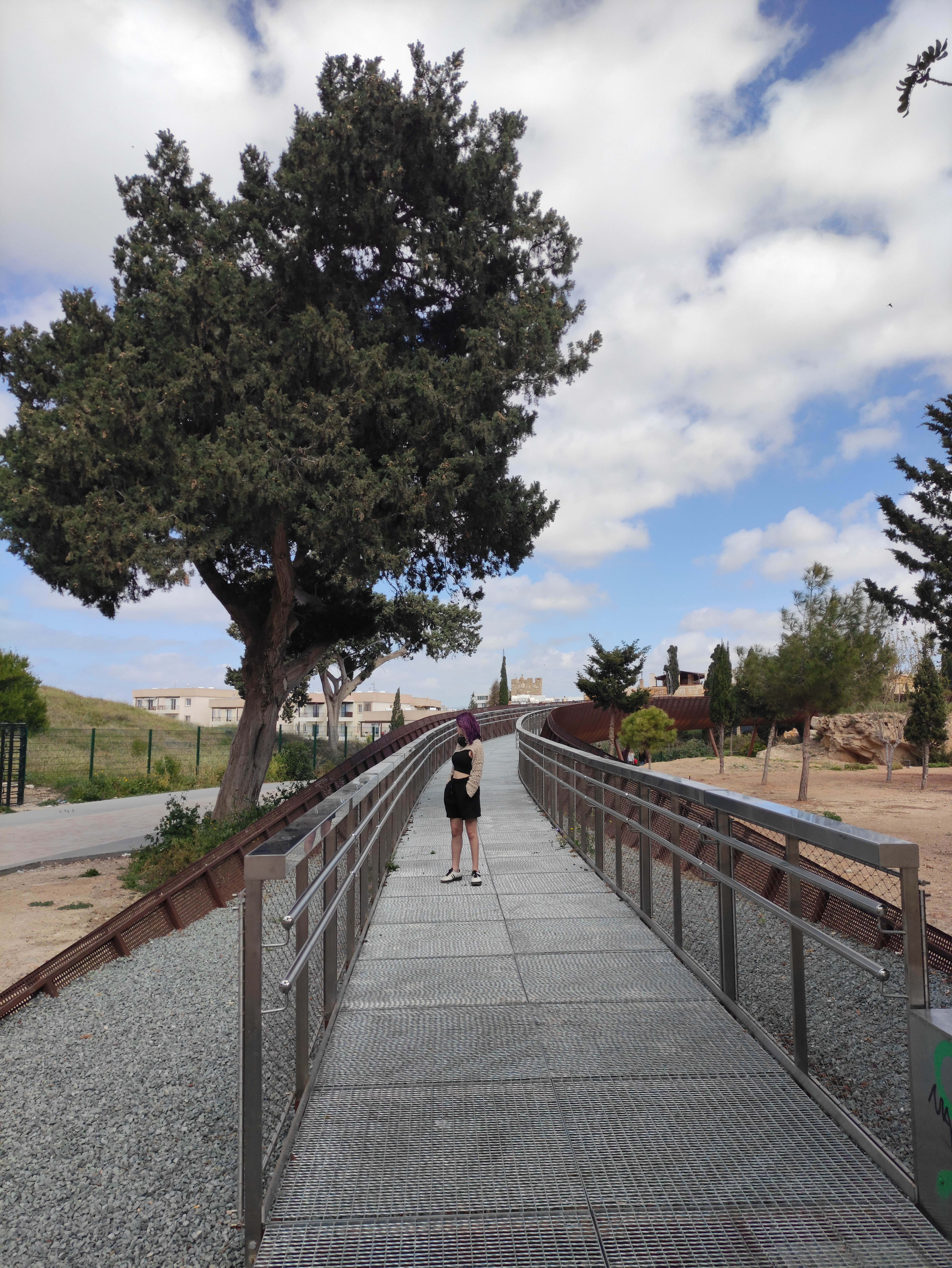
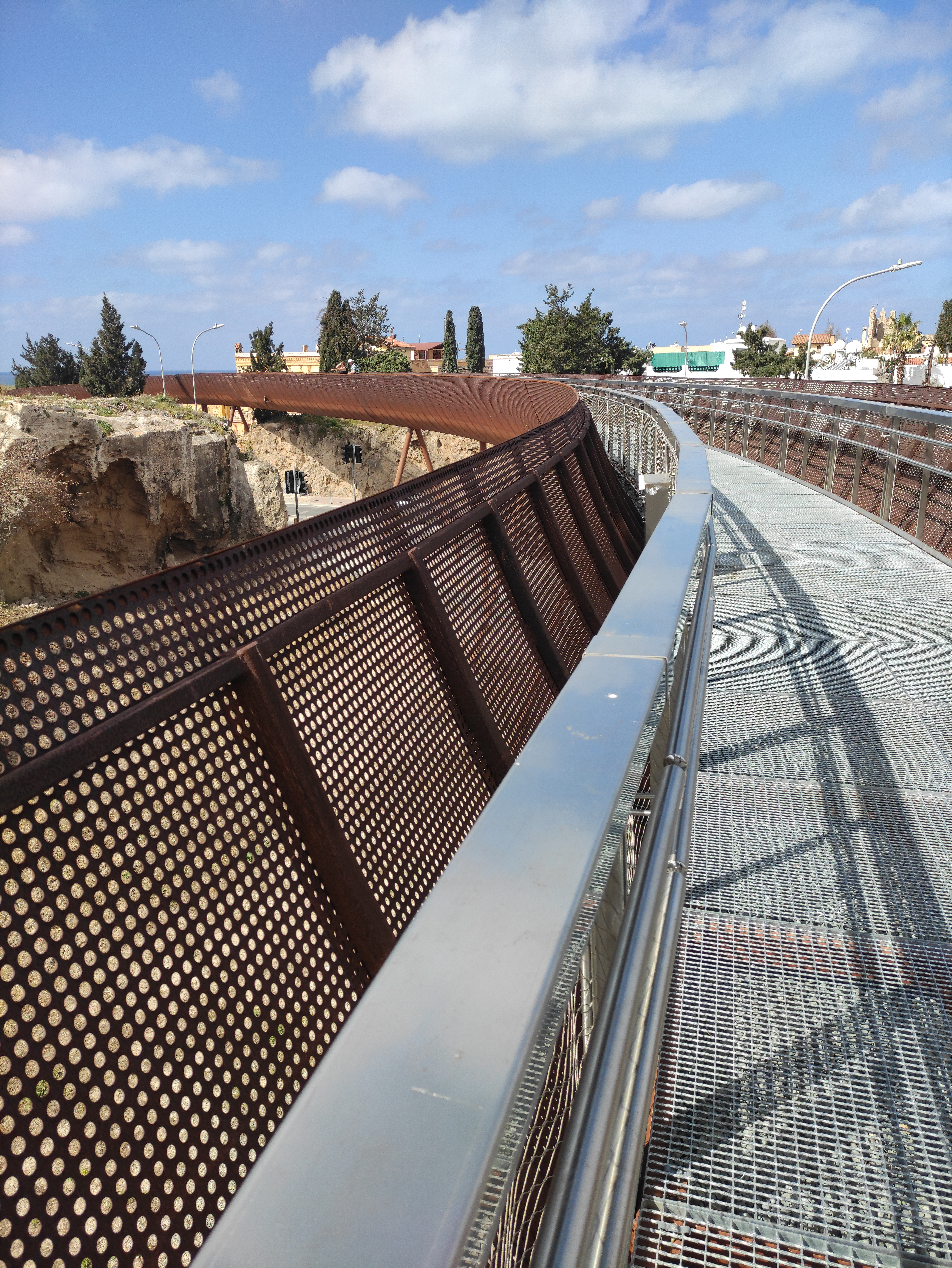
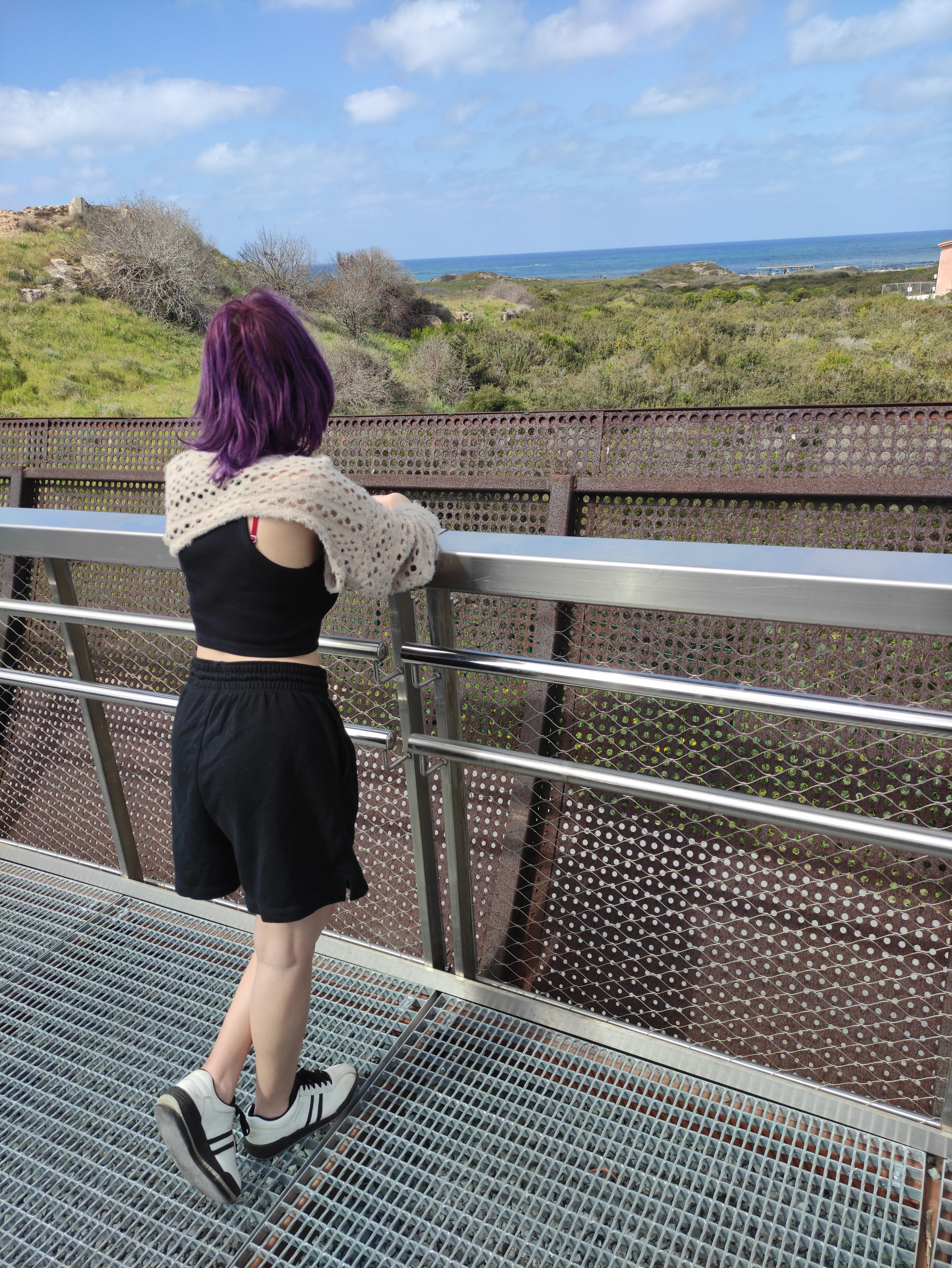
Výhled na Středozemní moře
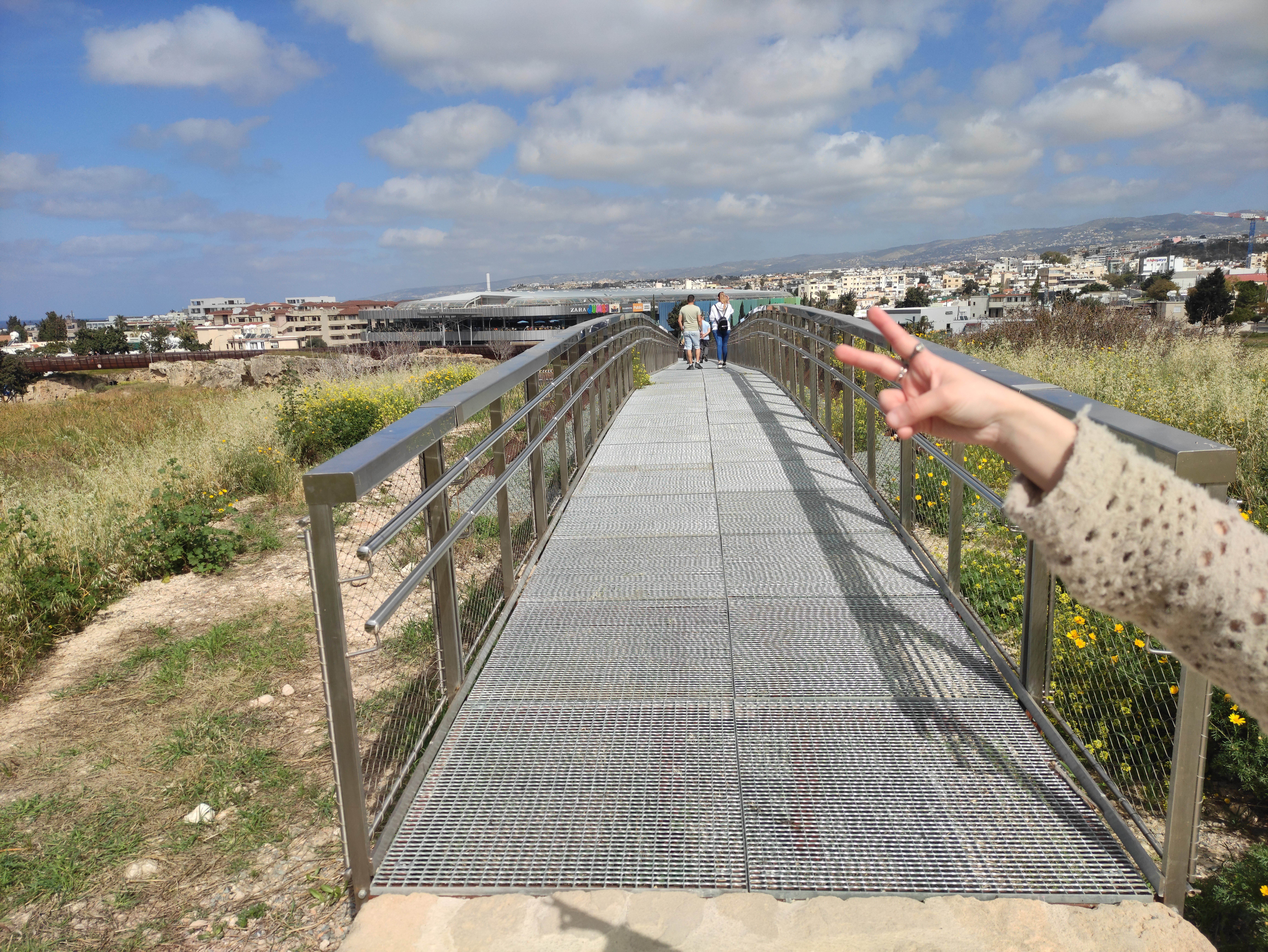
Začátek lávky